# Джоан Лін
Джоан Лін Фен-цзяо (кит. трад. 林鳳嬌, піньїнь: Lín Fèngjiāo, англ. Joan Lin, нар. 30 січня 1953) — тайванська акторка. За свою 10-річну кар'єру Лінь Фен-цзяо знялася у понад 70 фільмах.

## Життєпис
Лін Фен-цзяо народилася 30 червня 1953 року на Тайвані в повіті Тайбей (зараз це місце знаходиться на території Тайбею). Вона була другою дитиною в родині, де народилося п'ятеро дітей: чотири доньки та один син. Їх родина була бідною. Через це вона покинула школу в 12-річному віці та пішла працювати на ферму.
У 1972 році, у 19-річному віці, Лін Фен-цзяо знялася у своєму першому фільмі "Герой Чіу Чоу", який розповідає про кунг-фу. Багато з її фільмів засновані на романах Цюн Яо.
Лінь разом з Чарлі Чіном, Чін Ханом та своєю сестрою Бріджіт Лін були найвідомішими в тайванській та гонконзькій кіноіндустрії в 1970-х роках. Названі ЗМІ «Двоє Цинь та двоє Лінь» (二秦二林), вони були відомі в головних ролях у кількох касових хітах, багато з яких були адаптацією романів Цюн Яо.
У 1979 році Джоан Лін отримала звання Найкращої провідної акторки на 16-й церемонії вручення премії «Золотий кінь» за виступ у «The Story of a Small Town». За свою 10-річну кар'єру Лінь Фен-цзяо знялася у понад 70 фільмах.
Успіх їй принесла робота в картині The Story of a Small Town. Лін зіграла молоду німу жінку, в яку закохується головний герой, який щойно вийшов із в'язниці. Драма також виборола премію «Золотий кінь» у номінації «Найкращий фільм».
Всі ці події призвели до того, що Джоан Лін була визнана однією з найкращих акторок доби. Але на піку кар'єри вона зникла з великих екранів, щоб після шлюбу присвятити себе сім'ї. Тільки в 2012 році в її фільмографії з'явився знаменитий комедійний бойовик «Зброя бога — 3», знятий її чоловіком Джекі Чаном. Він грає у картині головну роль — бійця на прізвисько Азійський яструб, а Лін зіграла його дружину.

## Особисте життя
Лін Фен-цзяо познайомилася з актором із Гонконгу Джекі Чаном у січні 1981 року, і вони таємно одружилися у Лос-Анджелесі у 1982 році. Єдину дитину, Джейсі Чана, народила наступного дня після одруження. З того часу Джоан Лін пішла з кіноіндустрії.

## Нагороди та номінації
| Рік  | Нагорода          | Категорія        | Номінована робота         | Результат |
| ---- | ----------------- | ---------------- | ------------------------- | --------- |
| 1978 | 15-й Золотий кінь | Найкраща акторка | He Never Gives Up         | Номінація |
| 1979 | 16-й Золотий кінь | Найкраща акторка | The Story of a Small Town | Перемога  |